# Sympycnus antarcticus
Sympycnus antarcticus är en tvåvingeart som först beskrevs av Walker 1836.  Sympycnus antarcticus ingår i släktet Sympycnus och familjen styltflugor. Inga underarter finns listade i Catalogue of Life.